# Karl Ferdinand Werner
Karl Ferdinand Werner (Neunkirchen, 21 febbraio 1924 – Tegernsee, 9 dicembre 2008) è stato uno storico tedesco.

## Biografia
Werner studiò presso l'Università di Heidelberg (dottore in lettere, storia, geografia, storia ecclesiastica nel 1950), poi a Parigi presso l'École pratique des hautes études dal 1951 al 1953, specializzandosi in storia del mondo franco e medievale prima di insegnare in Germania dal 1954 al 1968. Nello stesso anno divenne direttore dell'Institut historique allemand di Parigi, fino al 1989, e nel 1973 fondò la rivista Francia. Profondamente europeista, cercò anche di ricercare le responsabilità e le influenze della storiografia tedesca del XIX e XX secolo nell'ascesa del nazismo. È stato eletto l'11 ottobre 1991 a socio straniero all'Académie des inscriptions et belles-lettres, sulla sedia di Marcel Renard.
Resta essenziale sottolineare l'influenza fondamentale del medievalismo francese su tutto il suo lavoro, la sua assidua partecipazione ai seminari di Georges Duby al Collège de France che illustra la sua integrazione nei circoli universitari francesi. Oltre alle sue ampie riflessioni sulla nascita della Germania, si può definire «il più francese dei medievisti tedeschi».

## Il lavoro dello storico

### Tratti unificanti dell'intera opera: eredità degliAnnalese metodo
La pratica storica di Werner, che si trova alla confluenza delle tradizioni tedesca e francese, è profondamente segnata dall'eredità dell'École des Annales. Il lavoro di Werner in effetti riflette anch'esso una preoccupazione per l'accuratezza accademica, come dimostra la moltiplicazione delle note a piè di pagina in tutte le sue monografie e articoli - una moltiplicazione che ricorda facilmente il «Lode per le note a piè di pagina» di Marc Bloch nel suo Apologia della storia - che lo iscrive nel metodo storico nella sua contemporaneità. Il suo articolo La "conquête franque" de la Gaule (in italiano: La "conquista franca" della Gallia) riflette così l'importanza che attribuisce, nella sua reinterpretazione della presa del potere nell'ex provincia romana della Gallia da parte di Childerico e Clodoveo, alla nuova «cooperazione internazionale», tra Francia e Germania. La natura positiva di questa cooperazione permetterebbe di «liberarci [...] dalla pesante eredità» che fino ad allora aveva ostacolato la comprensione della presa del potere da parte dei Franchi.
Il suo metodo si basa essenzialmente sulla ricerca di fonti inedite - come testimonia il suo ambizioso progetto Prosopographia regnorum occidentalium, che tenta di identificare tutti gli individui vissuti nell'Europa occidentale tra il 200 e il 1200 - e reinterpretare e mettere in relazione fonti precedentemente analizzate. Il rigore delle sue dimostrazioni, anche quando risultano errate, è estremo, e accompagna una costante messa in discussione di tutti i presupposti storiografici che, a suo dire, offuscano la comprensione del suo periodo privilegiato di studi, l'Alto Medioevo e le origini della Francia e della Germania dal momento della presa del potere da parte dei Franchi. Il suo articolo La date de naissance de Charlemagne (in italiano: La data di nascita di Carlo Magno) combatte così un dato, tratto dalla biografia di Eginardo, che fino ad allora era stato accolto senza critiche da tutta la comunità storica.

### Principali campi di ricerca

#### La storiografia
Nella misura in cui Karl Ferdinand Werner attribuisce notevole importanza al rinnovamento delle questioni storiche, il suo lavoro riflette ovviamente una sostanziale riflessione storiografica. La sua inclusione nel progetto europeo, nato dalla seconda guerra mondiale, richiede quindi una vigorosa denuncia dell'intreccio tra pensiero nazista e scienza storica ad esso contemporanea. Il suo articolo On some examples of the National-Socialist view of History (in italiano: Su alcuni esempi della visione nazionalsocialista della storia) decostruisce sistematicamente, nonostante la sua brevità, l'integrazione della storiografia nella costruzione ideologica del regime nazista. Sottolinea così il ruolo della reinterpretazione dell'opera di Christoph Steding - Das Reich und die Krankheit der europäischen Kultur (in italiano: Il Reich e la malattia della cultura europea) - alla luce degli eventi del 1940, e la sua partecipazione alla costruzione del concetto di «forza bruta», cuore dell'ideologia nazista. Werner denuncia anche con forza il «miti dell'eredità umanista», che danno un'errata interpretazione della caduta della parte occidentale dell'Impero Romano.

#### L'Alto Medioevo
Nel periodo dell'Alto Medioevo, le opere di Werner è più specificamente dedicata allo studio dei Capetingi e dei Carolingi, nelle loro dimensioni prosopografiche e amministrative. Michel Parisse propone, nell'ambito dell'opera collettiva Les Historiens, un dittico che permette di caratterizzare i due grandi campi di studio di Werner: «principi e principati» e «la nobiltà».
Da un lato, basandosi sulla sua decostruzione della caduta dell'Impero Romano d'Occidente - «la presunta fine dell'Impero e del mondo romano ha provocato gravi errori, soprattutto nella storia del diritto e delle istituzioni» -, Werner iniziò una serie di ricerche sulla genesi dei ducati dall'VIII al X secolo. Queste ricerche gli permisero di sviluppare il nuovo concetto di «regna», circoscrizione territoriale di origine carolingia che formò definitivamente nel X secolo. Questa ipotesi innovativa consentì un rinnovamento della storia amministrativa dell'Alto Medioevo, come testimonia, ad esempio, il suo articolo Quelques observations au sujet des débuts du "duché" de Normandie (in italiano: Alcune osservazioni sugli inizi del "ducato" di Normandia). A Werner piacque anche cercare le strutture fisse che permettano di comprendere il funzionamento del regime carolingio, abbracciando una varietà molto ampia di fattori (geografici, politici, ecc.). Nell'articolo Missus-marchio-comes. Entre l'administration centrale et l'administration locale de l'Empire carolingien (in italiano: Missus-marchio-comes: tra l'amministrazione centrale e l'amministrazione locale dell'impero carolingio) evidenzia così il carattere speciale «[del]la regalità carolingia, [che] sembra avere un'amministrazione sufficientemente efficiente [...] [per consentirle] di agire attraverso i suoi "funzionari" e di avere una presenza morale quando non c'è presenza fisica».
Questi sono, d'altro canto, gli studi che portarono Werner a lavorare sulla nobiltà, ovviamente responsabili dell'amministrazione dei territori. Lo storico riuscì non solo a riabilitare la dinastia robertingia, ma anche a sviluppare una nuova teoria sulle origini della nobiltà feudale, che non sarebbe più il risultato, come aveva sostenuto Marc Bloch, derivante dalla cavalleria ma piuttosto delle antiche élite romane, «una perfetta continuità dalla Repubblica e dall'Impero Romano fino alla metà del Medioevo». Ha così definito, nel 1979, uno dei tipi della nobiltà carolingia come «famiglie il cui rango senatoriale è confermato dalle fonti». Queste nuove osservazioni, tuttavia, non sono state ancora accettate dall'intera comunità storica.

#### Le origini della nobiltà europea
Karl Ferdinand Werner si occupò della nobiltà europea e sulle sue origini nel periodo dell'Alto Medioevo. Secondo lui, essa deriva dalla nobiltà franca che è essa stessa la continuazione istituzionale della nobiltà romana, nata dalla modellazione della repubblica poi degli imperatori. Essa era una classe di detentori del potere pubblico secondo le regole romane, composta da Franchi e Gallo-Romani, condizione divenuta ereditaria sotto gli ultimi Carolingi.

## Pubblicazioni

### Saggi
- (DE) Die Entstehung des Reditus regni Francorum ad stirpem Karoli, Diss. 1950.
- (DE) Aufstieg der westlichen Nationalstaaten, in: Historia Mundi, VI, 1958.
- (DE) Untersuchungen zur Frühzeit des französischen Fürstentums, 8-10 Jahrhundert, 1960.
- (DE) Das NS-Geschichtsbild und die deutsche Geschichtswissenschaft, 1967.
- (DE) Die Nachkommen Karls des Grossen bis um das Jahr 1000, in: Karls des Großen Lebenswerk und Nachleben, IV, hrsg. v. W. Braunfels, 1967.
- (DE) Das Frankenreich 486-911 (carte murale), 1967, 1972.
- (FR) Structures politiques du monde franc (VIe-XIIe siècles) : études sur les origines de la France et de l'Allemagne, 1979.
- (FR) Sous la direction de Jean Favier (a cura di), Les origines : avant l'an mil, collana Histoire de France, Références n. 2936, vol. 1, Librairie générale françaiseª ed., 1992  [1984, Fayard],  p. 635, ISBN 2-253-06203-0..
- (FR) Hludovicus Augustus : gouverner l'empire chrétien, idées et réalités, 1990.
- (DE) Volk, Nation. Geschichtliche Grundbegriffe, VII., 1992.
- (FR) « Il y a mille ans, les Carolingiens : fin d'une dynastie, début d'un mythe », Annuaire-Bulletin de la Société de l'histoire de France, 1993.
- (DE) Marc Bloch und die Anfänge einer europäischen Geschichtsforschung, 1994.
- (DE) « Karl der Große oder Charlemagne? », in Sitzungsberichte der Bayerischen Akademie der Wissenschaften, 1995.
- (DE) Die Ursprünge Frankreichs bis zum Jahr 1000, Deutscher Taschenbuch Verlag München, 1995.
- (DE) « Politik und kirchliche Konflikte in Lotharingien und Burgund im Spiegel des lat. Tierepos (10.-11. Jh.) », in Rheinische Vierteljahrsblätter, 1997.
- Völker und Regna (Beiheft HZ), 1997.
- (FR) Naissance de la noblesse : l'essor des élites politiques en Europe, Fayardª ed., Paris, 1999 (édition revue et corrigée)  [1998],  p. 587, ISBN 2-213-02148-1.
  - Tradotto in italiano come: Nascita della nobiltà. Lo sviluppo delle élite politiche in Europa, Torino, 2000, traduzione di S. Pico, S. Santamato.
- (FR) Enquêtes sur les premiers temps du principat français (IXe - Xe siècle), collana Instrumenta, traduzione di Bruno Saint-Sorny, Jan Thorbecke Verlagª ed., Ostfildern, 2004,  p. 336, ISBN 3-7995-7914-1.

### Articoli
- (EN) On some examples of the Nationalist-Socialist view of History, in Journal of Contemporary History, vol. 3, n. 2, aprile 1968,  pp. 193-206, ISSN 0022-0094 (WC · ACNP).
- (FR) « Quelques observations au sujet des débuts du « duché » de Normandie », dans Droit privé et institutions régionales : études historiques offertes à Jean Yver, Paris, 1976, dans Structures politiques du monde franc (VIe – XIIe siècles) : études sur les origines de la France et de l'Allemagne, Londres, Variorum Reprints, 1979, p. 691-709.
- (EN) « Important Noble Families in the Kingdom of Charlemagne », dans Timothy Reuter, dir., The medieval nobility, Amsterdam/New York/Oxford, North-Holland Publishing Company, 1979.
- De Childéric à Clovis, in Revue archéologique de Picardie, Actes des VIIIe journées internationales d'archéologie mérovingienne de Soissons (19-22 Juin 1986), n. 3-4, 1988,  pp. 3-7.
- Du nouveau sur un vieux thème : les origines de la « noblesse » et de la « chevalerie », in Comptes rendus des séances de l'Académie des Inscriptions et Belles-Lettres, 1, 129e année, de Boccard, septembre 1985,  pp. 186-200.
- La « conquête franque » de la Gaule : itinéraires historiographiques d'une erreur, in Bibliothèque de l'École des chartes, vol. 154, Librairie Droz, 1996, 1ère livraison,  pp. 7-45.
- Vom Frankenreich zur Entfallung Deutschlands und Frankreichs, Sigmaringen, 1984, versione online .